# Drosera capensis
Drosera capensis là một loài thực vật ăn thịt thuộc chi Gọng vó, họ Droseraceae bản địa Mũi Hảo Vọng ở Nam Phi. Do kích cỡ, dễ mọc tự nhiên, ra nhiều hạt, loài này đã trở nên một trong những loài gọng vó được trồng nhiều nhất. D. capensis có lá trông như chiếc bẫy, dài đến 3,5 cm (không tính cuống) và rộng 0,5 cm, giống như các loài gọng vó khác, được bao phủ bởi các lông tuyến màu sắc sặc sỡ với tiết ra một chất nhầy dính giúp chúng bắt giữ động vật Chân khớp. Khi các con côn trùng bị bẫy lần đầu tiên, các lá cuộn theo chiều dài bởi sự hướng tiếp xúc thể rắn về phía tâm. Điều này hỗ trợ tiêu hóa bằng cách đưa nhiều hơn các tuyến tiêu hóa hơn trong tiếp xúc với con mồi. Việc di chuyển này nhanh chóng một cách đáng ngạc nhiên, hoàn tất trong ba mươi phút. Loài cây này có xu hướng giữ lại những chiếc lá chết của mùa trước, và thân chính của cây có thể trở nên khá dài và thân gỗ theo thời gian.